# نوک‌شاخ ران‌سفید
نوک‌شاخ ران‌سفید (نام علمی: Bycanistes albotibialis)، یکی از گونه‌های نوک‌شاخ است که در آنگولا، بنین، کامرون، جمهوری آفریقای مرکزی، جمهوری کنگو، جمهوری دموکراتیک کنگو، گینه استوایی، گابن، نیجریه، سودان و اوگاندا یافت می‌شود. گاهی به عنوان زیرگونه‌ای از نوک‌شاخ گونه‌قهوه‌ای در نظر گرفته می‌شود.